# Jonas Brammen
Jonas Brammen (* 19. Juli 1997 in Hagen) ist ein deutscher Fußballtorwart, der seit Juli 2018 beim 1. FC Kaan-Marienborn in der Regionalliga West spielt.

## Karriere
Jonas Brammen ist in Hagen geboren und begann dort das Fußballspielen im Alter von fünf Jahren bei Eintracht Hohenlimburg. Sein nächster Ausbildungsverein war der SC Berchum/Garenfeld, bei dem er von der F- bis zur C-Jugend spielte. Das erste Jahre in der B-Jugend verbrachte er bei Rot Weiss Ahlen, bevor sein Vater Theodor Brammen eine Anfrage beim SC Paderborn 07 stellte und Brammen nach einem Probetraining schließlich in deren Jugendabteilung aufgenommen wurde.
Im Januar 2015 wurde der damals in der A-Jugend spielende Brammen in das Wintertrainingslager der damals in der 2. Bundesliga spielenden ersten Mannschaft des SC Paderborn nachnommiert, da der etatmäßige zweite Torwart Daniel Lück verletzungsbedingt ausfiel. In der anschließenden Rückrunde wurde Brammen zweimal in den Kader für Zweitliga-Punktspiele berufen, das erste Mal bei einem Auswärtsspiel beim Karlsruher SC am 24. Spieltag. In der folgenden Sommerpause, im Mai 2016, unterzeichnete Brammen dann einen Zweijahresvertrag als Profi bis 2018. Zu Beginn der Saison 2016/17 war Brammen zweiter Torwart der Paderborner Drittliga-Mannschaft und daher beständig im Kader der Pflichtspiele. Sein Debüt gab er bei einer 0:3-Heimniederlage gegen Hansa Rostock am 10. Spieltag, als er in der Halbzeit den angeschlagenen Stammtorwart Lukas Kruse ersetzte. Kurz darauf verletzte sich jedoch auch Brammen, er brach sich den Mittelknochen der rechten Hand und fiel für längere Zeit aus. Im Juli 2017 wurde der Vertrag von Brammen in Paderborn einvernehmlich aufgelöst. Danach war der Torhüter ein halbes Jahr vereinslos, bis er zum Oberligisten FC Gütersloh wechselte. Nach einem halben Jahr in Gütersloh wechselte Brammen zum 1. FC Kaan-Marienborn.